# Język mizo
Język mizo (również lushai) – język z grupy tybeto-birmańskiej, używany przez blisko 700 tys. członków grupy etnicznej Mizo, zamieszkujących głównie indyjski stan Mizoram, w którym jest językiem tożsamości prowincjonalnej, oraz przygraniczne tereny Birmy i Bangladeszu.
Mizo jest językiem tonalnym. Zapisywany alfabetem łacińskim, wprowadzonym przez zachodnich misjonarzy.